# Dora Jung
Dora Elisabet Jung, född 16 oktober 1906 i Helsingfors, död där 20 december 1980, var en finländsk textilkonstnär och formgivare.
Jung tog examen vid Centralskolan för konstflit 1932 och grundade samma år en egen ateljé i sin hemstad Helsingfors. I flera år var hon verksam som designer vid det Tammerforsbaserade textilföretaget Tampella. Hon både tog fram brukstextilier och utförde offentliga arbeten, såsom i samarbete med Alvar Aalto ridåerna i Rovaniemi teater och Finlandiahusets konsertsal. Hon etablerade sig även som en av sin tids mest uppskattade skapare av kyrkotextilier. Bland annat Pojo kyrka i Finland innehar en samling av kyrkotextilier skapade av Dora Jung.
Hon är representerad bland annat på Art Institute of Chicago, Cooper-Hewitt, National Design Museum i New York och Nationalmuseum i Stockholm.
Hon är begravd på Sandudds begravningsplats i Helsingfors.

## Priser och utmärkelser
- 1933 – bronsmedalj vid Milanotriennalen[15]
- 1937 – guldmedalj vid världsutställningen i Paris
- 1951, 1954, 1957 – grand prix vid Milanotriennalen[15]
- 1955 – Pro Finlandia-medaljen[16]
- 1961 – Prins Eugen-medaljen[17]